# لاو آل
لاو آل (انگلیسی: Love All) دومین آلبوم چندآهنگه از خواننده اهل کره جنوبی، جو یو ری است. این آلبوم در ۹ اوت ۲۰۲۳ توسط ویک‌وان منتشر شد و شامل پنج ترانه از جمله «تاکسی» است.

## جدول‌های موسیقی
| جدول (۲۰۲۳)               | بالاترین جایگاه |
| ------------------------- | --------------- |
| آلبوم‌های کره جنوبی (سرکل) | ۱۱              |

| جدول (۲۰۲۳)               | جایگاه |
| ------------------------- | ------ |
| آلبوم‌های کره جنوبی (سرکل) | ۳۸     |

## تاریخچه انتشار
| منطقه     | تاریخ      | فرمت                  | ناشر               |
| --------- | ---------- | --------------------- | ------------------ |
| کره جنوبی | ۹ اوت ۲۰۲۳ | سی‌دی                  | ویک‌وان استون میزیک |
| مختلف     | ۹ اوت ۲۰۲۳ | دانلود دیجیتال استریم | ویک‌وان استون میزیک |